# Malea
Pour les articles homonymes, voir Maléa.
Genre
Malea (ou Tonnelet) est un genre de mollusques marins de la classe des gastéropodes. Les tonnelets sont comestibles.

## Liste d'espèces
Selon World Register of Marine Species (8 septembre 2014) :
- Malea pomum (Linnaeus, 1758) -- Indo-Pacifique tropical
- Malea ringens (Swainson, 1822) -- Pacifique est